# Telvza TV
Telvza TV (arabe : تلفزة تي في) est une chaîne de télévision généraliste privée tunisienne lancée en 2014 par Zouheïr Latif.
Le 2 septembre 2014, elle obtient son autorisation de diffusion de la Haute Autorité indépendante de la communication audiovisuelle.

## Émissions
- Bini W Binek
- Fi Samim
- Islamouna
- Cooljina
- Kitaf
- Diwen el Cinéma
- Dhawakna
- Twenssa Fi Bathna
- 12X
- Teknoulougia
- Articho
- Wled el Pub
- Sdakek Andek
- Cara'Fan